# Кубок Митропы 1981/1982
Кубок Митропы 1981/82 — 40-й розыгрыш Кубка Митропы. В нём принимали участие четыре команды из Венгрии, Италии, Чехословакии и Югославии.
Победу в соревновании одержал итальянский клуб «Милан».

## Турнирная таблица
| М | Команда             | И | В | Н | П | МЗ | МП | РМ | О |
| - | ------------------- | - | - | - | - | -- | -- | -- | - |
| 1 | Милан               | 6 | 4 | 1 | 1 | 10 | 4  | +6 | 9 |
| 2 | Витковице           | 6 | 3 | 2 | 1 | 12 | 8  | +4 | 8 |
| 3 | Осиек               | 6 | 1 | 2 | 3 | 8  | 9  | −1 | 4 |
| 4 | Халадаш (Сомбатхей) | 6 | 1 | 1 | 4 | 7  | 16 | −9 | 3 |

Правила начисления очков:
- 2 очка за победу
- 1 очко за ничью
- 0 очков за поражение

## Матчи

### Первый тур
| 20 октября 1981 | Витковице                        | 2:1                | Милан                     | Острава                                                       |
| 16:30 CET | Кушнир 27′ · Гайдушек 88′ (пен.) | (отчёт) (протокол) | Антонелли 15′ · Новеллино | Стадион: Городской стадион Зрителей: 4000 Судья: Лайош Мохачи |
| Витковице: Мирослав Гавличек, Йиндржих Кушнир, Ян Моравчик, Милан Лишаник, Ростислав Чевела, Йиржи Кличка, Мирослав Гайдушек, Йосеф Мыдло (46' Милослав Сметана), Йозеф Мархевский, Йиржи Шоурек, Ян Коуржил (70' Ростислав Сионко) Милан: Отторино Пьотти, Мауро Тассотти, Альдо Мальдера, Андреа Икарди, Фульвио Колловати (44' Джо Джордан), Серджо Баттистини, Рубен Буриани, Вальтер Новеллино, Роберто Антонелли, Франческо Романо, Джузеппе Инкоччати (75' Массимо Гадда) |                                  |                    |                           |                                                               |

| 21 октября 1981 | Халадаш (Сомбатхей)                  | 4:2        | Осиек                                                             | Сомбатхей                                                 |
| 14:00 CET | Надь 6′ 66′ · Хедьи 54′ · Богати 62′ | (протокол) | Никезич 22′ 56' 56' · Попович 44' · Хулич 81' · Чордаш 89′ (пен.) | Стадион: Рохонци ут Зрителей: 5000 Судья: Хорст Бруммайер |
| Халадаш (Сомбатхей): Петер Хегедюш, Имре Хорват, Ференц Кирай, Чаба Вёрёш (80' Янош Тапасти), Тамаш Преселлер, Йожеф Надь, Йожеф Фитош, Ференц Кульчар, Имре Хедьи, Ференц Сабо (60' Аттила Богати), Дьёрдь Гарич Осиек: Душан Алемпич, Сречко Хулич, Стипо Петрович, Ивица Калинич, Миле Думанчич, Илия Шормаз (52' Степан Чордаш), Бранко Жеравица, Горан Попович, Петар Никезич, Иван Лукачевич, Мирко Шкриняр (72' Йосип Иличич) |                                      |            |                                                                   |                                                           |

### Второй тур
| 4 ноября 1981 | Милан                         | 2:0                       | Халадаш (Сомбатхей) | Милан                                                         |
| 14:30 CET | Колловати 15′ · Инкоччати 78′ | (протокол 1) (протокол 2) | Вёрёш 67'           | Стадион: Джузеппе Меацца Зрителей: 4200 Судья: Зоран Петрович |
| Милан: Отторино Пьотти, Мауро Тассотти, Андреа Икарди, Серджо Баттистини, Фульвио Колловати, Маурицио Вентури, Альбериго Эвани (59' Рубен Буриани), Джузеппе Инкоччати, Джо Джордан (82' Роберто Мандресси), Франческо Романо, Роберто Антонелли Халадаш (Сомбатхей): Петер Хегедюш, Тамаш Вицко, Чаба Вёрёш, Тамаш Преселлер, Йожеф Надь (75' Аттила Богати), Ференц Кирай, Имре Хорват (84' Янош Тапасти), Ференц Кульчар, Дьёрдь Гарич, Йожеф Фитош, Имре Хедьи |                               |                           |                     |                                                               |

| 4 ноября 1981 | Осиек | 0:0     | Витковице | Осиек                                                |
| |       | (отчёт) |           | Стадион: Градски врт Зрителей: 2000 Судья: Бела Сабо |
| Осиек: ... Витковице: Ярослав Запалка, Йосеф Мыдло, Ян Моравчик, Зденек Выглидал, Ростислав Чевела, Милослав Сметана (60' Зденек Сватонский), Йиржи Кличка, Йиржи Шоурек, Мирослав Гайдушек, Петр Кокеш, Ян Свобода (67' Йозеф Мархевский) |       |         |           |                                                      |

### Третий тур
| 25 ноября 1981 | Халадаш (Сомбатхей)                                      | 2:2        | Витковице                                                          | Сомбатхей                                               |
| 13:00 CET | Гарич 4′ · Вёрёш 5' · Сарка 29' · Сабо 32′ · Кульчар 40' | (протокол) | Коуржил 1′ · Выглидал 5' · Свобода 28′ · Гайдушек 39' · Кушнир 52' | Стадион: Рохонци ут Зрителей: 3000 Судья: Пьетро Д'Элиа |
| Халадаш (Сомбатхей): Арнольд Эллер, Янош Тапасти, Ференц Кирай, Чаба Вёрёш, Тамаш Преселлер, Зольтан Сарка (75' Габор Немет), Имре Хорват, Ференц Кульчар, Аттила Богати, Ференц Сабо, Дьёрдь Гарич Витковице: Ярослав Запалка, Йиндржих Кушнир, Ян Моравчик, Зденек Выглидал, Йосеф Мыдло, Милослав Сметана (78' Зденек Сватонский), Йиржи Шоурек, Ростислав Сионко, Мирослав Гайдушек, Ян Свобода (67' Петр Кокеш), Ян Коуржил |                                                          |            |                                                                    |                                                         |

| 25 ноября 1981 | Осиек      | 1:1        | Милан         | Осиек                                                   |
| | Шормаз 89′ | (протокол) | Новеллино 60′ | Стадион: Градски врт Зрителей: 2000 Судья: Франц Латцин |
| Осиек: Душан Алемпич, Сречко Хулич, Мирко Лулич, Миле Думанчич (70' Илия Шормаз), Бранко Жеравица, Иван Шмудла, Милан Маричич, Горан Попович, Иван Лукачевич (67' Златко Рашич), Петар Никезич, Иван Грня Милан: Отторино Пьотти, Мауро Тассотти, Андреа Икарди, Рубен Буриани, Фульвио Колловати, Маурицио Вентури, Стефано Куоги, Вальтер Новеллино, Роберто Антонелли (73' Джо Джордан), Аделио Моро, Франческо Романо |            |            |               |                                                         |

### Четвёртый тур
| 17 марта 1982 | Осиек                                                  | 3:0        | Халадаш (Сомбатхей) | Осиек                                                  |
| 15:30 CET | Гоич 8′ · Хегедюш 17′ (авт.) · Грня 32′ · Петрович 77' | (протокол) |                     | Стадион: Градски врт Зрителей: 1000 Судья: Йозеф Марко |
| Осиек: Бранко Давидович, Лука Костич, Стипо Петрович, Миомир Метер, Илия Шормаз, Бранко Карачич, Иван Шмудла, Петар Никезич, Петар Гудель (46' Драгослав Перич), Виктор Гоич, Иван Грня (62' Златко Юрасович) Халадаш (Сомбатхей): Петер Хегедюш, Имре Хорват, Ференц Кирай, Йожеф Фитош, Дьёрдь Кишш, Ференц Тар, Имре Хедьи, Ференц Кульчар, Тамаш Преселлер (62' Янош Тапасти), Аттила Богати (62' Габор Немет), Ференц Сабо |                                                        |            |                     |                                                        |

| 12 мая 1982 | Милан                                                 | 3:0                | Витковице | Милан                                                          |
| 20:45 CET | Барези 12′ (пен.) · Камбьяги 50′ · Джордан 77′ (пен.) | (протокол) (отчёт) |           | Стадион: Джузеппе Меацца Зрителей: 10 000 Судья: Милорад Влаич |
| Милан: Отторино Пьотти, Андреа Икарди, Альдо Мальдера, Маурицио Вентури, Мауро Тассотти, Франко Барези, Альберто Камбьяги (69' Франческо Романо), Вальтер Новеллино, Джо Джордан, Аделио Моро (46' Серджо Баттистини), Альбериго Эвани Витковице: Ярослав Запалка, Йиржи Белеш, Ян Моравчик, Ростислав Чевела (58' Йиндржих Кушнир), Милан Лишаник, Йиржи Шоурек, Йозеф Мархевский, Зденек Сватонский (75' Йосеф Мыдло), Милослав Сметана, Мирослав Гайдушек, Милан Албрехт |                                                       |                    |           |                                                                |

### Пятый тур
| 7 апреля 1982 | Халадаш (Сомбатхей)    | 0:1        | Милан                      | Сомбатхей                                              |
| 16:30 CET | Фитош 20' · Хорват 63' | (протокол) | Баттистини 23′ · Куоги 45' | Стадион: Рохонци ут Зрителей: 4500 Судья: Душан Крхняк |
| Халадаш (Сомбатхей): Петер Хегедюш, Имре Хорват, Чаба Вёрёш, Тамаш Преселлер, Ференц Тар, Ференц Кирай (65' Аттила Богати), Ференц Сабо, Ференц Кульчар, Дьёрдь Гарич, Йожеф Фитош, Имре Хедьи Милан: Отторино Пьотти, Мауро Тассотти, Андреа Икарди, Маурицио Вентури, Фульвио Колловати, Франко Барези, Стефано Куоги (57' Вальтер Новеллино), Серджо Баттистини, Роберто Антонелли, Альбериго Эвани, Джузеппе Инкоччати (81' Альдо Мальдера) |                        |            |                            |                                                        |

| 15 мая 1982                                                                   | Витковице                       | 2:1     | Осиек              | Острава                                                      |
|                                                                               | Кличка 47′ 76′ (пен.) · Лишаник | (отчёт) | Иличич 40′ · Джеко | Стадион: Городской стадион Зрителей: 1000 Судья: Миклош Надь |
| Витковице: Милан Лишаник, Йиржи Кличка... Осиек: Ясмин Джеко, Йосип Иличич... |                                 |         |                    |                                                              |

### Шестой тур
| 21 апреля 1982 | Милан                            | 2:1                | Осиек                  | Милан                                                         |
| | Антонелли 6′ · Барези 11′ (пен.) | (протокол) (отчёт) | Ракела 46′ · Метер 63' | Стадион: Джузеппе Меацца Зрителей: 10 000 Судья: Йосеф Поучек |
| Милан: Отторино Пьотти, Альберто Миноя, Альдо Мальдера, Маурицио Вентури (55' Андреа Икарди), Фульвио Колловати, Франко Барези, Франческо Романо, Аделио Моро (46' Серджо Баттистини), Роберто Антонелли, Альбериго Эвани, Джузеппе Инкоччати Осиек: Душан Алемпич, Бранко Жеравица, Миомир Метер, Миле Думанчич, Ясмин Джеко, Ивица Калинич, Лука Дилбер, Горан Попович, Драган Тодорович (80' Милан Маричич), Анте Ракела, Иван Грня (46' Драгослав Перич) |                                  |                    |                        |                                                               |

| 8 мая 1982 | Витковице                                                                | 6:1                | Халадаш (Сомбатхей) | Острава                                                          |
| | Кушнир 27′ · Мархевский 30′ · Албрехт 50′ · Лишаник 57′ 87′ · Кличка 71′ | (отчёт) (протокол) | Гарич 52′           | Стадион: Городской стадион Зрителей: 2000 Судья: Маурицио Маттеи |
| Витковице: Ярослав Запалка, Йиндржих Кушнир, Ян Моравчик, Милан Лишаник, Йосеф Мыдло, Карел Достал, Йиржи Кличка, Йиржи Шоурек, Йозеф Мархевский, Милослав Сметана (46' Йиржи Белеш), Милан Албрехт Халадаш (Сомбатхей): Петер Хегедюш (28' Арнольд Эллер), Габор Немет, Чаба Вёрёш, Ференц Кульчар, Дьёрдь Кишш, Йожеф Надь, Имре Хедьи, Иштван Папп, Аттила Богати, Ференц Сабо, Дьёрдь Гарич |                                                                          |                    |                     |                                                                  |

## Лучшие бомбардиры
| № | Игрок             | Команда             | Голы |
| - | ----------------- | ------------------- | ---- |
| 1 | Йиржи Кличка      | Витковице           | 3    |
| 2 | Роберто Антонелли | Милан               | 2    |
| = | Франко Барези     | Милан               | 2    |
| = | Дьёрдь Гарич      | Халадаш (Сомбатхей) | 2    |
| = | Йиндржих Кушнир   | Витковице           | 2    |
| = | Милан Лишаник     | Витковице           | 2    |
| = | Йожеф Надь        | Халадаш (Сомбатхей) | 2    |